# Zur Schmerzhaften Muttergottes (Hof Steinbach)

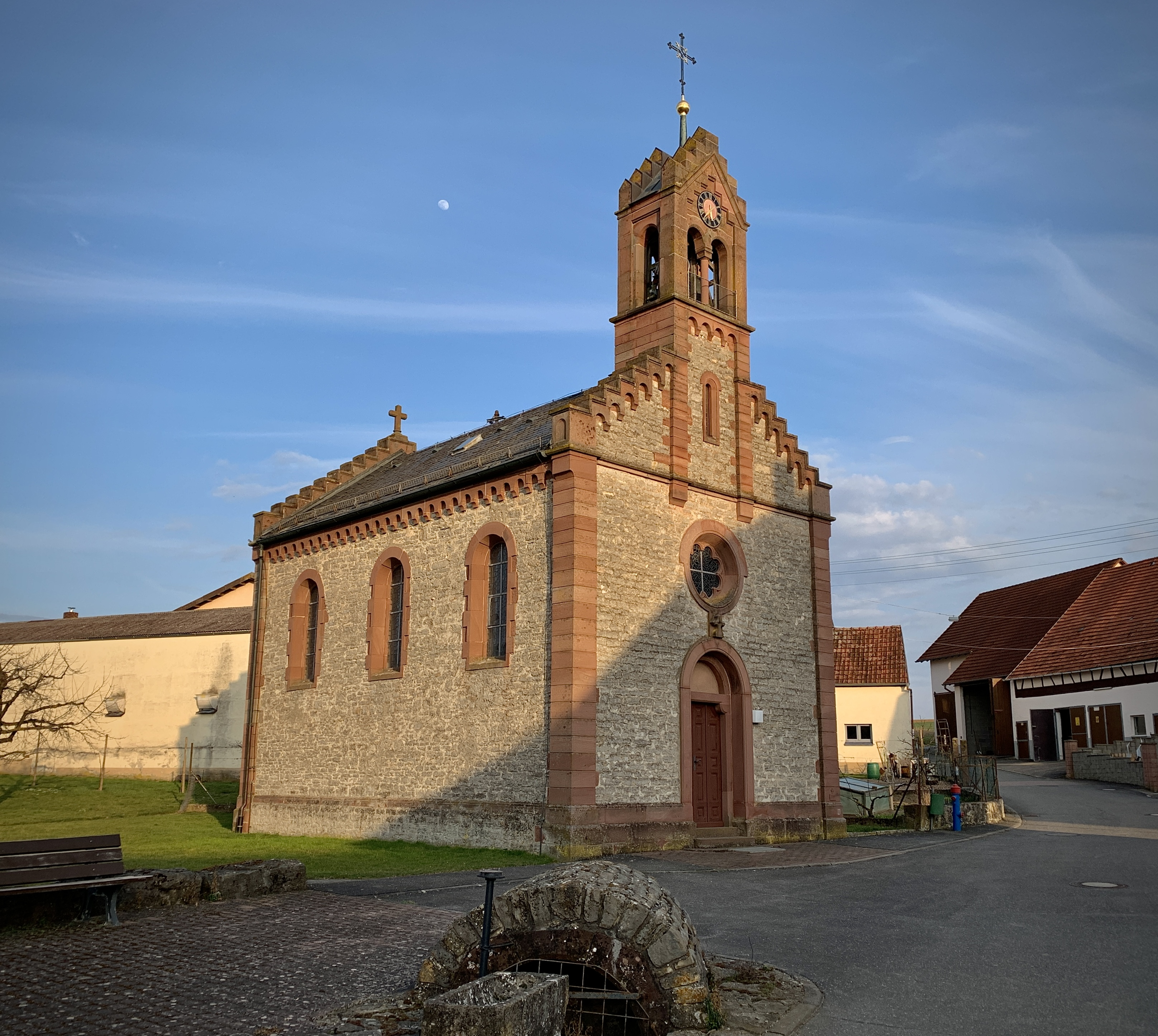
Kapelle zur Schmerzhaften Muttergottes in Hof Steinbach (2021)

Die römisch-katholische Kapelle Zur Schmerzhaften Muttergottes (auch Schmerzen Mariens) in Hof Steinbach, einer Kleinsiedlung, die zum Stadtteil Dittigheim der Stadt Tauberbischofsheim im Main-Tauber-Kreis gehört, ist der Mater Dolorosa – lateinisch für „schmerzensreiche Mutter“ Maria – geweiht.

## Geschichte
Steinbach hatte schon vorher eine Kapelle; im Jahr 1778 wird diese als neu bezeichnet. Ab 1871 befasste man sich wieder mit einem Neubau. Dafür stellten der Dittigheimer Pfarrer Dekan Xaver Kleinhans und der aus Steinbach stammende Geistliche Dr. Stephan Braun 3000 Gulden als Grundkapital zur Verfügung. 1872 wurde die Kapelle in ihrer heutigen Form erbaut.

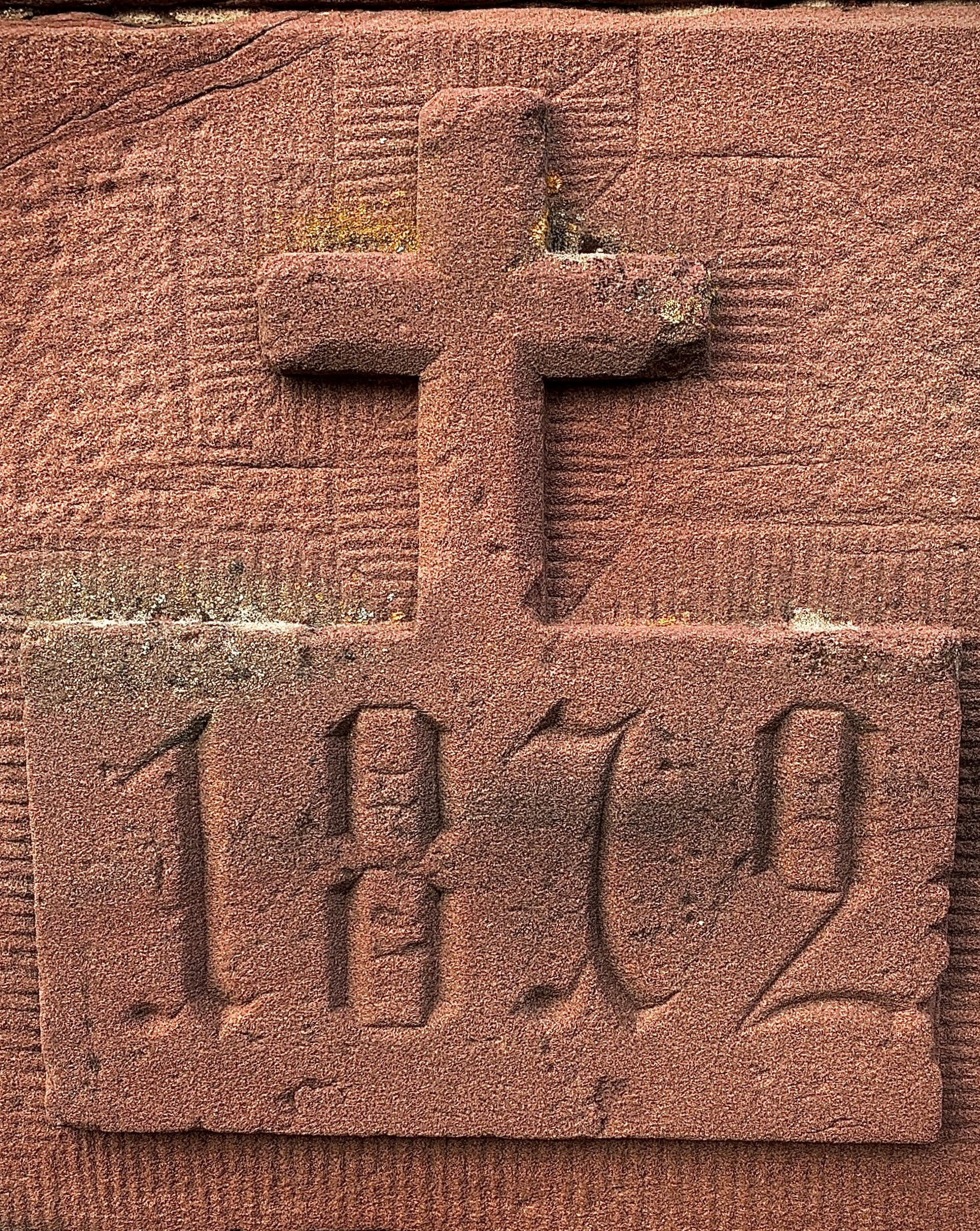
Erbaujahr der Kapelle (rechts am Eingang)

Der Neubau wurde am 8. Juli 1876 von Dr. Braun eingeweiht. Am 28. Oktober 1923 war die Glockenweihe durch Pfarrer Wilhelm Both. In den 1990er Jahren wurde die Kapelle umfangreich renoviert.
Aus dem Jahr 1899 ist überliefert, dass es in Dittwar während des Gottesdienstes zu einem Zwischenfall kam, weil die Steinbacher seit langer Zeit in der Dittwarer Laurentiuskirche den sonntäglichen Gottesdienst besuchten, obwohl sie pfarreilich zu Dittigheim gehören.
Die Kapelle ist der Pfarrgemeinde St. Vitus in Dittigheim zugeordnet. Diese gehört wiederum zur Seelsorgeeinheit Tauberbischofsheim, die dem Dekanat Tauberbischofsheim des Erzbistums Freiburg zugeordnet ist.

## Architektur
Die neuromanische Kapelle ist ein Saalbau mit eingezogener Apsis. Alle Öffnungen sind rundbögig. Die Giebelschrägen sind treppenförmig und wie auch die Traufen durch Bogenfriese gestaltet. Über dem Portal erhebt sich ein Reitertürmchen mit einer Turmuhr unter dem Giebeldach. Die in glattem rotem Sandstein ausgeführten Gliederungselemente kontrastieren mit den rauen hellen Steinen der Wandflächen.